# Lois Michele Young
Lois Michele Young, (sinh ngày 19 tháng 1 năm 1951) là một nhà ngoại giao người Belize hiện đang giữ vai trò Đại diện thường trực của Belize tại Liên Hợp Quốc.
Trẻ tốt nghiệp với bằng cử nhân Luật tại King College London. Bà là thành viên của Hiệp hội luật sư của Quebec từ năm 1976, và trước đây là Trưởng phòng của Lois Young Barrow và Co. Từ 1975-1976, bà là một Công tố viên tại Văn phòng Công tố, một Luật sư của Bộ Tổng chưởng lý, và một thẩm phán. Bà đã chủ trì Tòa phúc thẩm An sinh xã hội ở Mexico từ năm 1989 đến 2002 và chủ trì Hội đồng quản trị của Phòng An sinh xã hội từ năm 2008.